# 高岡の七本杉
高岡の七本杉（たかおかのしちほんすぎ）は、富山県高岡市末広町にかつて存在したスギ。樹齢は1,000年を超えるとされる大木で、名称の由来は幹が7本に分かれていたためとされるが、1894年（明治27年）の強風で5本が折れ、2本を残すのみとなっていた。
天狗が住む霊木とも伝えられ、大杉神社が建立されて信仰の対象ともなっていたが、腐朽が進んで立ち枯れの状態となったことや、高岡駅前の発展が進む中、末広町通りの中央に存在する杉は交通の妨げとなっていたことから、1927年（昭和2年）に伐採された。
単に七本杉、あるいは御旅屋の七本杉とも呼称された。

## 解説

### 樹木として
七本杉が所在したのは、現在のあいの風とやま鉄道・西日本旅客鉄道（JR西日本）高岡駅前の末広町通りである。
根元から幹が7本に分かれていたために「七本杉」と呼ばれた。樹齢は不明であるが、1,000年以上、1,300年ともされる。
1923年（大正12年）時点で、腐朽部分を加えて周囲は五丈五尺ほど、幹の片方は地上五尺の部分で周囲二丈、もう一方は地上七尺の部分で一丈七尺四寸あり、高さは約十三丈であった。『中日新聞』は、高さは38.2メートルとされていた、としている。『北日本新聞』は、高さ38メートル、幹回り18メートルとしている。
また伐採直後の報道では、切り倒してのち、高いほうの幹を計測してみたところ、幹の長さは二十間三尺で、道路の盛り土分である約三尺を合わせると、二十一間という結論であったとされる。

### 霊木として
七本杉は、地元では神木、霊木とされ、除難・福徳・延命守護などの霊験があるとされ、大杉神社にこれを祀って、春秋に祭典を催していた。柿谷（1964）によれば、毎年3月15日に大杉祭りが催され、かつては桜馬場の延対寺前に屋台を設け、神棚を設けて行っていた。奉納として、野村青年団による獅子舞、町内の樽御輿担ぎも行われて、賑わったとされる。
注連縄も張られ、市民が通るときには頭を下げて敬意を表した。末広町、御旅屋町の一部、宮脇町の一部のほか、新横町の住民がほとんどが大杉神社の氏子であったとされる。大杉神社は七本杉の伐採後、二上谷へと遷座している。
また、あの木には天狗がいる、などとも言われ、葉の茂みが杉の奇形により丸くなった部分は「天狗の座布団」と呼ばれていた。子供が泣いたり悪戯をしたりした際には、「天狗さまを呼ぶぞ」と言って治したという。昔、氷見・新湊・射水などで人が突如として姿を消すことが相次ぎ、「天狗さまにつれていかれたのだろう」と言われていたともされる。
七本杉の天狗に関しては様々な話が伝えられており、ある伝説によれば、昔、杉の下にある祠や周辺を朝夕と掃除する、貧しい夫婦がおり、あるとき夢枕に現れた天狗が、ヨモギを入れた餅の作り方を教えて商売にするよう告げた。実際に夫婦が売り出したところ、美味しくて長生きする餅との評判が出て大いに売れた。これがのちの高岡名物である「大杉おやき」であるという。あるいは、杉の木に住んでいる天狗に草餅を焼いてあげたところ、大変おいしいと喜ばれたため、売り出したとも伝えられる。
また別の伝説では、高岡の羽衣遊廓のある夫婦に子供がなかったため、子供を授かりたいと大杉神社へ熱心に祈願していたところ、21日目の満願の日になって、社前に3歳ほどの腹かけをした男の子がいるのを見つけ、天狗の授かり子だとして喜んで連れ帰った。一方で、氷見の仕切町のある家で、子供がいなくなったと大騒ぎになって捜したが、遂に見つからず、十数年後になって、腹かけが証拠となり、氷見の子供が大杉神社の授かり子であったことがわかったため、天狗が夫婦の悲願を聞きつけて連れてきたのだとして、大評判になったとされる。
1900年（明治33年）6月27日には、大火によって高岡一円の3,589戸が焼失したが、この際に七本杉から突如として雨が降り出し、末広町周辺はほとんど被害を受けなかったとされ、これも天狗の威力であると言われた。
そのほか、礪波地方の特産である「ボカ杉」は、小矢部市宮島の者が、高岡の勝興寺の御満座に参詣した道中に、七本杉の枝を折り取って持ち帰り、挿し木したものが繁殖したものとされる。

## 歴史

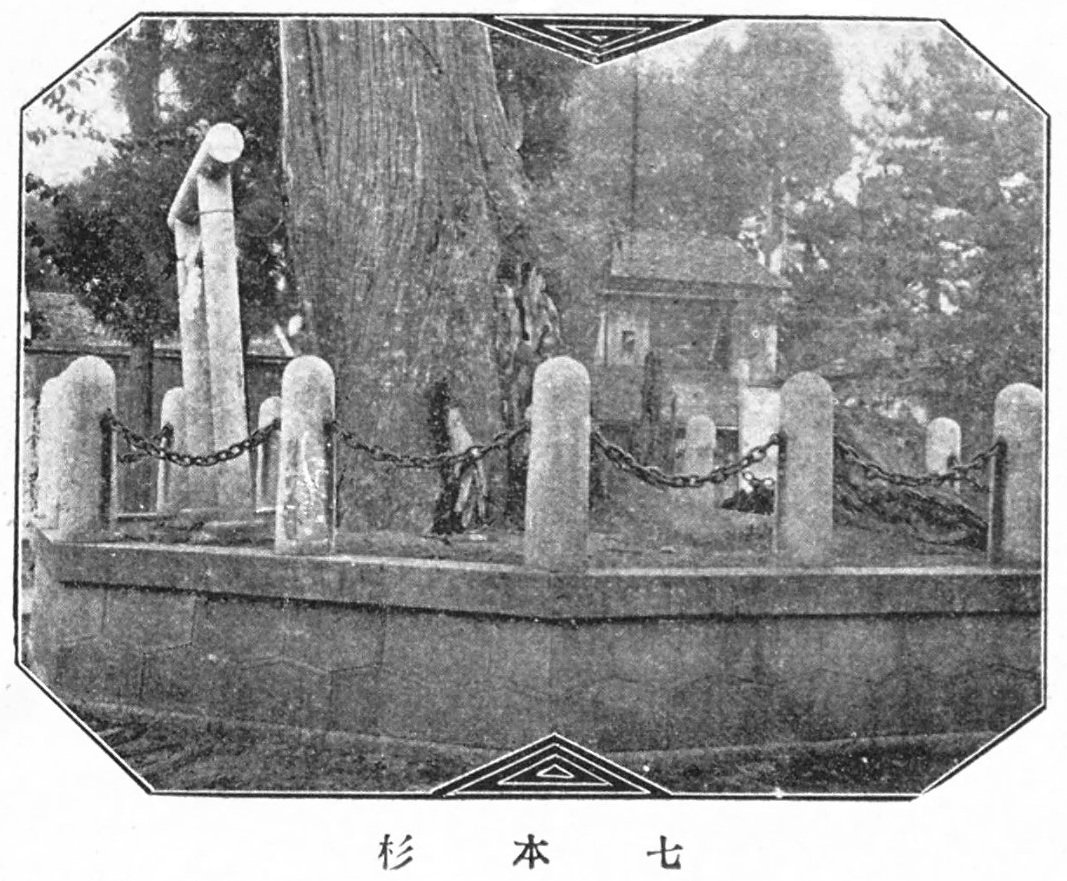
杉の根元に設けられた石柵と鳥居（1924年頃）

七本杉は、高岡城築城以前、高岡が関野と呼ばれていた頃より存在したとされ、欽明天皇の時代に植えられたともされる。慶長15年（1610年）には、前田利長が高岡城築城のため、当地に仮の御旅屋を作り、そのために七本杉は俗に「御旅屋の七本杉」とも呼称された。
1888年（明治21年）、射水郡出身の権少講義である原 宗兵衛（はら そうべえ）により、七本杉の大杉神社が創建された。一方で、既に幕末に「大杉大明神」を祀る小さな祠は、建てられていたともされる。
1894年（明治27年）9月11日、あるいは9月27日、南西の暴風によって富山県の各地で被害が発生し、富山市では家屋87戸、高岡市では家屋20戸が倒壊するなどした。この際に七本杉も、7本の幹のうち5本が折れ、2本を残すのみとなった。またこの際、大杉神社も倒壊している。
暴風による被害の影響は大きく、以降は樹勢が衰え、腐朽が進行して、幹にも空洞が発生するようになった。一方でこれが日清戦争中の出来事であったため、市民らはこれを、必ず日本（二本）が勝つという前兆だ、として縁起をかついだともされ、実際に日本が大戦勝を収めたことによって、市民の信仰はさらに厚いものとなった。また被害を受けた際、5本の幹が民家のない方向へ倒れたのも、杉の霊神の仕業によるものとされた。
1899年（明治32年）に国鉄北陸本線の延伸に伴い、高岡駅へと通じる道路が敷設されることとなったところ、七本杉の場所が敷設地に当たるため、伐採の計画が立てられた。すると、それ以来毎夜のように、七本杉の地主の住宅が、大音響とともに揺れるという出来事が起こり、中止されたとされる。この際、恐れおののいた地主が、富山県に買い上げを出願し、当時の知事であった檜垣直右がこれを承諾して、七本杉は県の所有に移った。その上で、道路の傍らに残されることとなっている。
1900年（明治33年）の大火では、前述の通り七本杉は焼け残り、駅前の拡幅整理が行われてのちも、道路の中央に残されることとなった。
1913年（大正2年）2月、管理者である大杉神社は、杉の周囲の直径三間半を石柵で囲み、花崗岩製の鳥居一基を設置した。これらの建設資金は、同年が高岡市開市300年記念祭の年であったことから、有志により設立された「名木保存会」が寄附金を募ったもので、高岡市と県主催の共進会協賛会が、それぞれ150円の補助金を交付している。

### 伐採へ
しかし、やがて七本杉は立ち枯れの状態となり、暴風雨などの際には、近隣住民に倒木の不安を感じさせるようにもなった。杉がいつ倒れてもおかしくないとして、周囲の商店には保険に入る者も現れた。また、街の発展に伴い、末広町通りも自動車の通行量が増え、七本杉は交通の妨げにもなっていた。しかし神木であることや、家屋が近傍にあり危険であることなどから、伐採を承諾する者がなかなか見つけられない状況だったとされる。
1927年（昭和2年）になって、七本杉は伐採された。伐採を手がけたのは、市内定塚町で製材業を営む、河原 外吉（かわら そときち）である。河原は伐採に当たり、数日に渡り斎戒沐浴して、猿股・ズボン・半纏などを新しいものに替え、大杉神社の神主から、他の木挽き5人・算段師2人とともに祈禱を受けたとされる。報道によれば、伐採のための足場の設置や、新調した仕事着や伐採用道具などのため、河原は約800円を支出したが、その代わりに伐採した七本杉を、無償で貰い受けるという契約であったとされる。
伐採に当たっては、11月16日夜、大杉神社にて氏子会が協議を行い、七本杉に代わる杉苗を1本、神社の境内に植えることに決定した。大杉神社は『高岡新報』の取材に対し「今度は愈々実現されることとなつたものできのふ（十六日）市の方から代木移植の工事費等を通知して来ました何分霊木のこととて今夏来話が出てゐましたが誰も手出しするものがなかつた処昨今では風の吹く度に危険が伴ひ市の方で一切処理されることとなつたものでいづれ代木を植えた上やはり従前の鳥居や囲石を使用する考へです」と述べている。
11月18日には、朝から周囲の御影石や鳥居の撤去作業が行われ、13時半、あるいは14時から大杉神社の神官によって、鳥居の前で遷神式が営まれ、大杉神社の境内に代木の杉苗1本が植えられ、杉苗に清払の式が、七本杉に降神式が行われた。式典には、高岡市長代理・助役、町内総代、大杉神社氏子総代など、多数の参列者が集まった。
伐採は11月21日から開始された。完全に切り倒すには、8日間、あるいは2週間を要したとされ、11月25日には、根元から切り倒すばかりの状態となったが、折悪しく三隣亡であったため中止となり、翌26日には切り倒された。
伐採の際には、伐採を請け負った大工の家の簞笥から突如として火が吹き出した、などという噂や、「七本杉の亡霊とも云ふべき火柱がたつた」「いまに必ず天狗のたゝりがあつて高岡全市は火の海になる」「木を伐つた人は今年一ぱいにきつと不慮の死をとげる」などといった流言蜚語が飛び交ったため、こうした流言に惑わされないようにとの、警告が発せられる事態となっている。
また、11月25日には、末広町内の富豪の住宅など1、2軒へ「七本杉を伐るとおそろしい祟りがくるからきり終つてから後悔するな」などという内容の手紙が届いたため、「附近民一般は恐怖の念に仕事も手につかぬあり様」となり、高岡警察署による捜査も行われた。
かつては七本杉が交通の支障となっていたため、末広町通りの商店は、高岡駅と七本杉の間に集中し、その以北は閑散としていたが、伐採後、同じ1927年（昭和2年）のうちに、七本杉以北で通りに面して長い土塀を連ねていた某家の屋敷が、数メートル敷地を後退させ、通りに面して数軒の貸店舗を作った。向かいの光慶寺もこれに触発され、1929年（昭和4年）には通りに面した庫裏を移転させて、同様に貸店舗を建てたため、これまで閑散としていた一帯は、急速に発展を遂げていった。

## 遺産
伐採に当たった河原外吉は、七本杉の記念を留めるためとして、富山県立工芸高校（現・富山県立高岡工芸高等学校）に務めていた画家の中島秋圃に、七本杉の絵画の制作を依頼している。中島はこれを快諾し、完成した作品には伐採従事者たちに配るため、書家の大橋二水による讃も添えられた。
伐採前より、末広町の有志からは、七本杉の一部を遺跡として保存したいとの意見が出されており、実際に伐採ののち、七本杉の一部はキャンバスに加工され、市内の画家によって13枚の仏画が描かれて、高岡大仏の廻廊に展示されている。また、高岡市立博物館には、七本杉の木材を使用して彫られた和田長次郎作の観音座像や、置物台、火鉢などが収蔵されている。